# Dimension de Krull
Pour les articles homonymes, voir Dimension et Krull.
En mathématiques, et plus particulièrement en géométrie algébrique, la taille et la complexité d'une variété algébrique (ou d'un schéma) est d'abord mesurée par sa dimension. Elle est fondée sur la topologie de Zariski et coïncide avec l'intuition dans le cas des espaces affines.

## Espaces irréductibles
Soit {\displaystyle X} un espace topologique. On dit que {\displaystyle X} est irréductible si tout ouvert non vide de {\displaystyle X} est partout dense dans {\displaystyle X}. Cela revient à dire que si {\displaystyle Y} et {\displaystyle Z} sont deux parties fermées dont la réunion est égale à {\displaystyle X}, alors l'une d'entre elles est égale à {\displaystyle X}.
Une partie de {\displaystyle X} est dite irréductible si elle est irréductible pour la topologie induite.
Dans un espace irréductible, tout ouvert non vide est dense.
Un point {\displaystyle \eta } d'un espace topologique est appelé un point  générique si son adhérence {\displaystyle {\overline {\{\eta \}}}} est égale à {\displaystyle X} tout entier. Si un point générique existe, {\displaystyle X} est irréductible. Inversement, l'espace topologique sous-jacent à un schéma est irréductible si et seulement s'il admet un point générique. Celui-ci est alors unique. 
Exemples :
- Un singleton est irréductible. Un espace topologique séparé est irréductible si et seulement s'il est réduit à un point ;
- Le spectre Spec(A) d'un anneau commutatif (unitaire) A est irréductible si A est intègre. Le point correspondant à l'idéal nul est le point générique.

## Composantes irréductibles
Une composante irréductible de {\displaystyle X} est une partie (nécessairement fermée) de {\displaystyle X} irréductible et qui n'est strictement contenue dans aucune autre partie irréductible de {\displaystyle X}. 
Le lemme de Zorn implique que tout point {\displaystyle x} appartient à une composante irréductible (la partie {{\displaystyle x}} est irréductible, et on considère l'ensemble des parties irréductibles contenant {\displaystyle x}). Ainsi {\displaystyle X} est la réunion de ses composantes irréductibles. 
Dans le cas des variétés algébriques ou plus généralement des schémas noethériens, les composantes irréductibles sont en nombre fini. De plus, si un espace topologique {\displaystyle X} ayant cette propriété de finitude est recouvert par un nombre fini de parties fermées irréductibles sans relation d'inclusion entre elles, alors ces parties fermées sont exactement les composantes irréductibles de {\displaystyle X}. Pour l'ensemble des nombres réels avec la topologie usuelle, tout point est une composante irréductible.

## Dimension de Krull
Une chaîne de longueur {\displaystyle n} dans {\displaystyle X} est une suite strictement croissante 
de {\displaystyle n+1} parties fermées irréductibles de {\displaystyle X}. La dimension de Krull de {\displaystyle X} est le supremum (éventuellement infini) des longueurs respectives des chaînes dans {\displaystyle X}. L'ensemble vide est de dimension {\displaystyle -\infty } par convention. La dimension de {\displaystyle X} est le supremum des dimensions respectives de ses composantes irréductibles.
Exemples :
- Un espace topologique discret non vide est de dimension 0 ;
- Un espace non vide est irréductible de dimension 0 si et seulement si les seuls ouverts sont l'ensemble vide et l'espace tout entier ;
- La droite affine Spec {\displaystyle K[T]} sur un corps {\displaystyle K}, munie de sa topologie de Zariski, est de dimension 1. En effet, ses parties fermées sont les parties finies et l'espace lui-même. Les parties fermées finies irréductibles sont les points fermés. Ainsi, toute chaîne de longueur maximale est constituée d'un point fermé et de l'espace tout entier. Donc la dimension de Krull est 1. Plus généralement, l'espace affine Spec {\displaystyle K[T_{1},\cdots ,T_{n}]} est de dimension {\displaystyle n} ;
- Si on considère une hypersurface {\displaystyle V(f)} dans Spec {\displaystyle K[T_{1},\cdots ,T_{n}]} avec {\displaystyle f\in K[T_{1},\cdots ,T_{n}]} non constant, alors elle est de dimension {\displaystyle n-1}. En particulier, si {\displaystyle n=2}, on obtient une courbe plane sur {\displaystyle K} ;
- ℝn muni de sa topologie usuelle est de dimension de Krull nulle, quel que soit l'entier n. En effet les seuls fermés irréductibles de ℝn sont les singletons. La dimension de Krull n'est donc pas pertinente pour la topologie usuelle, elle s'utilise plutôt avec la topologie de Zariski sur les variétés algébriques.

Remarque : Pour un schéma noethérien {\displaystyle X}, la dimension de Krull peut être déterminée de façon similaire à la dimension topologique.
Si X est de dimension finie, alors toute partie Y de X est de dimension finie, inférieure ou égale à la dimension de X. Cela se voit en prenant une chaîne de parties fermées irréductibles de Y et en considérant leurs adhérences dans X.
Si X est irréductible de dimension finie, alors une partie fermée Y est égale à X si et seulement si elle a la même dimension que X.

## Codimension
Soit Y un fermé irréductible de X. La codimension de Y (dans X) est le supremum des entiers n tels qu'il existe une chaîne de longueur n
formée de parties irréductibles de X contenant Y.  
Pour une partie fermée Y quelconque, la codimension {\displaystyle \mathrm {codim} (Y,X)} de Y dans X est la borne inférieure des codimensions dans X des composantes irréductibles de Y. 
Exemple : On a {\displaystyle \mathrm {codim} (Y,X)=0} si et seulement si Y contient une composante irréductible de X.
On a toujours {\displaystyle \dim Y+\mathrm {codim} (Y,X)\leq \dim X}.  L'égalité n'a pas toujours lieu, même quand X et Y sont irréductibles. Si {\displaystyle T\subseteq Z\subseteq Y} est une suite emboitée de parties fermées irréductibles de X, on a
{\displaystyle \mathrm {codim} (T,Z)+\mathrm {codim} (Z,Y)\leq \mathrm {codim} (T,Y).}
Un schéma noethérien dans lequel cette égalité est toujours vérifiée est dit caténaire.
Si X est le spectre d'un anneau local noethérien A et si f appartient à l'idéal maximal de A et n'est pas diviseur de zéro, alors  le fermé {\displaystyle V(f)} est de codimension 1 dans X. C'est une conséquence du théorème des idéaux principaux de Krull. Dans une variété algébrique intègre, une hypersurface (c'est-à-dire l'ensemble des zéros d'une fonction régulière non nulle ni inversible) est de codimension 1.

## Dimension des variétés algébriques
- Théorème Soit {\displaystyle X} une variété algébrique intègre sur un corps {\displaystyle K}. Alors la dimension de {\displaystyle X} est égale au degré de transcendance sur {\displaystyle K} du corps de fonctions rationnelles de {\displaystyle X}.
- La dimension du produit fibré {\displaystyle X\times _{K}Y} de deux variétés algébriques sur {\displaystyle K} est la somme des dimensions.
- Une courbe sur {\displaystyle K} est une variété algébrique dont les composantes connexes sont de dimension 1. On a vu ci-dessus qu'une hypersurface {\displaystyle V(f)} dans le plan affine est une courbe. L'inverse n'est pas toujours vraie même si la courbe est affine et non singulière.

## Dimension d'un anneau
Soit A un anneau commutatif (unitaire). Sa dimension de Krull est par définition la dimension de Krull de Spec(A).
Exemples
- L'anneau A est noethérien  et de dimension 0 (c'est-à-dire que tout idéal premier de A est maximal) si et seulement s'il est artinien[2].
- Les anneaux de Dedekind sont de dimension ≤ 1 (et ceux qui ne sont pas un corps sont de dimension 1).
- Si A est noethérien alors {\displaystyle A[T_{1},\ldots ,T_{n}]} est de dimension n + dim A.

Propriétés
- S'il existe un morphisme d'anneaux A → B injectif et fini (c'est-à-dire qui fait de B un A-module de type fini), alors A et B ont la même dimension.
- Si P est un idéal premier de A, la codimension de la partie fermée V(P) dans Spec(A) est égale à dim AP.
- Tout anneau local noethérien est de dimension finie. Ainsi, si le spectre d'un anneau noethérien A peut être de dimension infinie, ses parties fermées non vides sont toujours de codimension finie.
- Les propriétés suivantes sont équivalentes[3] :
  - A est de dimension 0 ;
  - le radical de Jacobson J(A) de A est inclus dans (donc égal à) son nilradical √0 et l'anneau quotient A/J(A) est régulier au sens de von Neumann (en) ;
  - A/√0 est régulier au sens de von Neumann ;
  - pour tout {\displaystyle a\in A}, il existe {\displaystyle n\in \mathbb {N} } tel que {\displaystyle a^{n+1}} divise {\displaystyle a^{n}}.

## Intuition
La variété algébrique affine {\displaystyle {\rm {Spec}}(k[T_{1},\ldots ,T_{n}])} sur un corps {\displaystyle k} est de dimension {\displaystyle n}. Lorsque {\displaystyle k} est algébriquement clos, l'espace sous-jacent de cette variété est {\displaystyle k^{n}} qui est un espace affine de dimension (linéaire) {\displaystyle n}. La dimension d'une hypersurface dans {\displaystyle {\rm {Spec}}(k[T_{1},\ldots ,T_{n}])} (c'est-à-dire l'ensemble des zéros d'un polynôme non constant) est {\displaystyle n-1}. En particulier, l'ensemble des zéros d'un polynôme à deux variables est de dimension 1 (une courbe algébrique).
Sur le corps des réels, les points réels d'une variété algébrique de dimension {\displaystyle n} sans point singulier forment une variété différentielle de dimension {\displaystyle n} (ou vide si la variété algébrique n'a pas de point réel comme la courbe {\displaystyle x^{2}+y^{2}+1=0}).
Sur le corps des nombres complexes, toute variété algébrique peut être vue comme un espace analytique complexe. Les dimensions algébriques et analytiques complexes coïncident.